# Kenji Ōiwa
Kenji Ōiwa (大岩 ケンヂ, Ōiwa Kenji) est un mangaka japonais né en 1978 dans la Préfecture de Gunma.

## Biographie
Kenji Ōiwa commence sa carrière en illustrant un roman d'Otsuichi, Goth, qui parle de deux collégiens avec une même passion pour les meurtres violents. On lui doit le manga Bienvenue dans la NHK, sa seule œuvre majeure connue jusqu'à présent, aussi adapté d'un roman. Il prépublie dans le magazine Shōnen Ace. Il se décrit comme une personne adorant l'érotisme[réf. nécessaire].

## Œuvres
- Goth (2003)
- 99 Happy Soul (2003)
- Bienvenue dans la NHK (2004-2007)
- Assassin's Creed Awakening (2013-2014)